# Te Arai
Pour les articles homonymes, voir Te Arai (rivière) et Arai (homonymie).
Te Arai est une petite communauté située sur la côte est de l'île du Nord de la Nouvelle-Zélande.

## Situation
Elle est localisée à l’extrémité nord de la région d’ Auckland (plus spécifiquement dans l’ancien district de Rodney).
La ville de Mangawhai siège au nord et celle de Tomarata vers le sud.
La plage de «Te Arai Beach» est couverte de sable et est très réputée pour venir y faire du surf car c’est l’une de meilleures localisations de la région d’Auckland.

## Activités
Le tourisme et l’agriculture sont les activités prédominantes du secteur .

## Faune
Parmi les espèces d’oiseaux que l’on trouve ici, il y a une espèce en danger critique d’extension, qui est le Sterne néréis de Nouvelle-Zélande (en), dont seulement 11 couples en état de nidifier restent dans le monde.
Le conseil d’Auckland gère le «Parc Régional de Te Arai (en)».
La plage de Te Arai est exactement aux antipodes de Gibraltar en Espagne.